# زوال عقل پیشانی گیجگاهی
زوال عقل پیشانی-گیجگاهی یا دمانس فرونتوتِمپورال (به انگلیسی: Frontotemporal dementia) به اختصار FTD، شامل انواع مختلفی از زوال عقل است که در آن لوب‌های پیشانی و گیجگاهی تحت تاثیر قرار می‌گیرند. این بیماری به‌طور گسترده به صورت اختلالات رفتاری یا زبانی (مانند زبان‌پریشی) نمود می‌یابد. سه زیرگروه اصلی یا نشانگان متغیر در این نوع زوال عقل وجود دارد که شامل نوعی از سندرم رفتاری (انجام رفتارهای غیر طبیعی) که قبلاً به عنوان بیماری پیک شناخته می‌شد، زوال عصبی پیشرونده و زبان‌پریشی بیانی است. دو زیرگروه فرعی و نادر از FTD نیز وجود دارد که عبارتند از بیماری انکلوزیون رشته‌های میانی عصبی (NIFID) و بیماری انکلوزیون اجسام بازوفیلیک. سایر اختلالات مرتبط شامل سندرم کورتیکوبازال و FTD همراه با اسکلروز جانبی آمیوتروفیک است.
دمانس‌های فرونتوتمپورال عمدتاً سندرم‌هایی با شروع زودرس هستند که با زوال عصبی لوب‌های پیشانی گیجگاهی (FTLD) و زوال پیشرونده عصبی که عمدتاً لوب‌های پیشانی یا گیجگاهی را درگیر می‌کند و تخریب بیش از ۷۰ درصد از نورون‌های فون اکونومو را در حالی که انواع دیگر نورون‌ها آسیبی نمی‌بینند، به همراه دارند.
FTD برای اولین بار توسط آرنولد پیک در سال ۱۸۹۲ توصیف و در ابتدا، بیماری پیک (اصطلاحی که اکنون فقط برای نوع رفتاری FTD که اجسام پیک و سلول‌های پیک وجود دارند) نامیده شد. این بیماری پس از آلزایمر (AD) بیشترین موارد ابتلا به زوال عقل دژنراتیو، که در کالبد شکافی یافت شده‌اند، را با شیوعی در حدود ۲۰٪ تشکیل می‌دهد.
علائم و نشانه‌ها معمولاً در اواخر بزرگسالی، معمولاً در سنین ۴۵ تا ۶۵ سالگی، ظاهر می‌شوند و تقریباً به‌طور مساوی مردان و زنان را تحت تأثیر قرار می‌دهند. در حال حاضر، هیچ درمانی برای این بیماری وجود ندارد و روش‌های درمانی تنها به جهت مدیریت علائم بیماری مانند سندرم‌های رفتاری صورت می‌گیرد. مهارگسیختگی و اختلالات رفتاری موجود در بیماران را می‌توان با مهارکننده‌های انتخابی بازجذب سروتونین (SSRIs) تعدیل نمود.

## علائم و نشانه‌ها
زوال عقل فرونتوتمپورال (FTD) یک اختلال زودرس است که اکثراً قبل از سن ۶۵ سالگی رخ می‌دهد، اما می‌تواند زودتر نیز شروع شود، اما در ۲۰–۲۵٪ موارد شروع دیررس دارد. FTD شایع‌ترین زوال عقل است که می‌تواند به صورت زودرس ظاهر شود.
طبقه‌بندی بین‌المللی بیماری‌ها این بیماری را به عنوان عامل ایجاد اختلال در جنبه‌های روانی و رفتاری طبیعی انسان می‌شناسد. جدایی از خانواده، اونیومانیا شدید، ویژگی‌های گفتاری ناهمگون، جیغ زدن، ناتوانی در کنترل احساسات، اختلال در رفتار، شخصیت، خلق و خوی و الگوهای رفتار اجتماعی از نشانه‌های این بیماری هستند. همچنین در مواردی شروع تدریجی و افزایش تغییرات در رفتار یا نقایص زبانی، چندین سال قبل از ارائه به متخصص مغز و اعصاب شروع شده‌است.

## طبقه‌بندی
زیرگروه‌های اصلی زوال عقل فرونتوتمپورال شامل FTD نوع رفتاری، زوال عقل معنایی، آفازی غیر روان پیشرونده و FTD مرتبط با اسکلروز جانبی آمیوتروفیک (FTD-ALS) می‌شود. دو زیرگروه نادر با نام‌های بیماری انکلوزیون رشته‌های میانی عصبی و بیماری انکلوزیون اجسام بازوفیلیک نیز وجود دارد. اختلالات مرتبط با این نوع زوال عقل سندرم کورتیکوبازال و فلج فوق هسته ای پیشرونده هستند.

### نوع رفتاری
نوع رفتاری دمانس فرونتوتمپورال (BvFTD) که در گذشت به عنوان بیماری پیک شناخته می‌شد، شایع‌ترین نوع FTD است. BvFTD چهار برابر بیشتر از انواع دیگر تشخیص داده می‌شود. رفتار می‌تواند در این نوع سندرم به دو روش تغییر کند:
- گاهی ممکن است به صورت تکانشگری، رفتارهای مهار نشدنی و فعالیت‌های غیرمعمول اجتماعی نمود کند.
- می‌تواند به بی‌حالی و بی‌تفاوتی منجر گردد.

حدود ۱۲ تا ۱۳ درصد از افراد مبتلا به bvFTD به بیماری نورون حرکتی مبتلا می‌شوند.
اجسام پیک در نوع رفتاری FTD، اجسام انکلوزیونی شده کروی هستند که در سیتوپلاسم نورون‌های آسیب دیده یافت می‌شوند. این اجسام در جزء اصلی از پروتئین‌های تاو به همراه تعدادی دیگر از محصولات پروتئینی از جمله یوبیکوتین و توبولین تشکیل شده‌اند.

### زوال عقل معنایی
زوال عقل معنایی (SD) با از دست دادن درک معنایی کلمه که منجر به اختلال در درک کلمه می‌شود، مشخص می‌گردد؛ با این حال، گفتار روان و دستوری همچنان بدون مشکل باقی می‌ماند.

### آفازی غیر روان پیشرونده
آفازی غیر روان پیشرونده (PNFA) با مشکلات پیشرونده در تولید گفتار همراه است.

### بیماری انکلوزیون رشته‌های میانی عصبی
بیماری انکلوزیون رشته‌های میانی عصبی (NIFID) یک نوع متمایز و نادر این نوع زوال عقل است. اجسام انکلوزیونی شده در بیماری NIFID سیتوپلاسمی هستند و از رشته‌های میانی نوع IV تشکیل شده‌اند. NIFID در سنین پایین و بین ۲۳ تا ۵۶ سالگی شروع می‌شود. علائم می‌تواند شامل تغییرات رفتاری و شخصیتی، اختلالات حافظه و شناختی، مشکلات زبانی، ضعف حرکتی و عوارض خارج هرمی باشد. NIFID یکی از پروتئیوپاتی‌های FTLD-FUS است. تصویربرداری معمولاً آتروفی را در ناحیه فرونتوتمپورال (پیشانی گیجگاهی) و بخشی از جسم مخطط در عقده‌های قاعده‌ای نشان می‌دهد. مطالعات پس از مرگ، کاهش قابل توجهی در هسته دم‌دار نشان می‌دهد به گونه‌ای که شیارهای میانیِ شکنج‌های گیجگاهی-پیشانی گشاد، باریک و بطن‌های جانبی بزرگ‌تر شده‌اند.

### بیماری انکلوژن اجسام بازوفیلیک
یکی دیگر از انواع نادر FTD، که یک پروتئوپاتی FTLD-FUS نیز به‌شمار می‌آید، بیماری انکلوژن اجسام بازوفیلیک (BIBD) است.

## مدیریت
در حال حاضر، هیچ درمانی برای FTD وجود ندارد اما درمان‌هایی برای مدیریت علائم رفتاری در دسترس هستند. مهارگسیختگی و اختلالات رفتاری را می‌توان با مهارکننده‌های انتخابی بازجذب سروتونین (SSRIs) کنترل کرد. اگرچه آلزایمر و FTD علائم خاصی دارند، اما نمی‌توان آنها را با عوامل دارویی مشابه درمان کرد زیرا سیستم‌های کولینرژیک در FTD تحت تأثیر قرار نمی‌گیرند.

## پیش‌آگهی
علائم زوال عقل فرونتوتمپورال با سرعت و ثابت پیشرفت می‌کند. بیمارانی که از این بیماری رنج می‌برند، بین ۲ تا ۲۰ سال امید به زندگی دارند. در اواخر بیماری، بیماران برای عملکرد روزانه به مراقبت ۲۴ ساعته نیاز خواهند داشت.
نشت مایع مغزی نخاعی یکی از علل شناخته شده زوال عقل برگشت‌پذیر فرونتوتمپورال به‌شمار می‌آید.

## تاریخچه
زوال عقل فرونتومپورال اولین بار توسط آرنولد پیک در سال ۱۸۹۲ توصیف شد. در سال ۱۹۸۹، اسنودن اصطلاح «زوال عقل معنایی» را برای توصیف بیمار مبتلا به آتروفی گیجگاهی لوب چپ غالب و آفازی که پیک توصیف کرد، پیشنهاد نمود. اولین معیار پژوهشی برای FTD، با نام «معیارهای بالینی و نوروپاتولوژیک برای دمانس فرونتومپورال» معرفی گردید. معیارهای تشخیصی بالینی در اواخر دهه ۱۹۹۰، بروز و طیف بیماری‌های FTD به یک نوع رفتاری، یک نوع آفازی غیر روان و یک نوع دمانس معنایی تقسیم شد. آخرین تجدید نظر در معیارهای تحقیقات بالینی توسط کنسرسیوم معیارهای رفتاری بین‌المللی دمانس فرونتوتمپورال (FTDC) در سال ۲۰۱۱ صورت گرفت.